# Grand Prix Jornal de Notícias
Le Grand Prix Jornal de Notícias est une course cycliste par étapes portugaise. Créé en 1979, c'était une compétition amateure jusqu'en 1984. Il est sponsorisé par le quotidien Jornal de Notícias.

## Palmarès
| Année     | Vainqueur                | Deuxième                 | Troisième                   |
| --------- | ------------------------ | ------------------------ | --------------------------- |
| 1979      | Francisco Miranda (pt)   | José Sousa Santos        | António Alves               |
| 1980      | Venceslau Fernandes (pt) | Abel Coelho              | Luís Teixeira               |
| 1981      | Alexandre Ruas           | Abel Coelho              | Manuel Gomes                |
| 1982      | Manuel Zeferino          | Luís Teixeira            | Benedito Ferreira           |
| 1983      | Adelino Teixeira         | Venceslau Fernandes (pt) | Benjamim Carvalho           |
| 1984      | Eduardo Correia          | Fernando Carvalho (pt)   | Venceslau Fernandes (pt)    |
| 1985      | Paulo Ferreira           | Manuel Cunha             | António Fernandes           |
| 1986      | Fernando Carvalho (pt)   | Benjamim Carvalho        | Marino Fonseca              |
| 1987      | Manuel Neves             | Venceslau Fernandes (pt) | Eduardo Correia             |
| 1988      | Manuel Correia           | Manuel Abreu             | Cayn Theakston              |
| 1989      | Fernando Carvalho (pt)   | António Pinto            | Venceslau Fernandes (pt)    |
| 1990      | Jorge Silva              | José Xavier              | Eduardo Correia             |
| 1991      | Manuel Cunha             | Cássio Freitas           | Delmino Pereira             |
| 1992      | Cássio Freitas           | Joaquim Adrego Andrade   | Delmino Pereira             |
| 1993      | Vítor Gamito             | Cássio Freitas           | Manuel Cunha                |
| 1994      | Francisco Cerezo         | Carlos Pinho             | João Silva                  |
| 1995      | Joaquim Gomes            | Paulo Ferreira           | Quintino Rodrigues          |
| 1997      | Evgueni Berzin           | Daniel Clavero           | Cândido Barbosa             |
| 1998      | Romāns Vainšteins        | Vítor Gamito             | Álvaro González de Galdeano |
| 1999      | Melchor Mauri            | José Alberto Martínez    | Joaquim Adrego Andrade      |
| 2000      | Mikel Artetxe            | José Azevedo             | Claus Michael Møller        |
| 2001      | Joan Horrach             | Angel Edo                | Iban Mayo                   |
| 2002-2012 | pas de course            | pas de course            | pas de course               |
| 2013      | César Fonte              | Delio Fernández          | Gustavo César Veloso        |
| 2014      | pas de course            | pas de course            | pas de course               |
| 2015      | António Carvalho         | Diego Rubio              | Bruno Silva                 |
| 2016      | Rafael Reis              | António Carvalho         | Vicente García de Mateos    |
| 2017      | Non-attribuée            | João Benta               | Rui Vinhas                  |
| 2018      | António Carvalho         | Edgar Pinto              | Joni Brandão                |
| 2019      | Ricardo Mestre           | Joni Brandão             | Alejandro Marque            |
| 2020      | pas de course            | pas de course            | pas de course               |
| 2021      | Joaquim Silva            | Ricardo Vilela           | Alejandro Marque            |
| 2022      | Mauricio Moreira         | António Carvalho         | Joaquim Silva               |
| 2023      | Rafael Reis              | Luís Fernandes           | Henrique Casimiro           |
| 2024      | Frederico Figueiredo     | Tiago Antunes            | Afonso Eulálio              |